# Ali-paša Rizvanbegović
Ali-paša Rizvanbegović (Stočević) (Stolac, 1783. - Banja Luka 1851.) bio je hercegovački paša, stolački kapetan i vakif iz bošnjačke obitelji Rizvanbegović. Bio je protivnik ustanka Huseina-kapetana Gradaščevića i zajedno sa Smail-agom Čengićem, ispočetka stao uz sultana Mahmuda II. Za zasluge koje je pokazao u ovoj borbi i za podršku reformskom sultanu imenovan je 1833. godine hercegovačkim pašom. Vladao je despotski, te često uvodio radnu obvezu. Cilj njegove vladavine bila je što veća samostalnost Hercegovine unutar Osmanskog Carstva. Gospodarski i ekološki je potpuno promijenio Hercegovinu, od nekada široko rasprostranjenih visokih hrastovih šuma koje su prekrivale Hercegovinu nakon masovne sječe ostala su polja koja je koristio za uzgoj nove poljoprivredne kulture: maslina, dud, breskva, riža, vinova loza, duhan.

## Mladost
Ali-aga Rizvanbegović rođen je u Stocu 1783. godine. U Stocu je Rizvanbegović proveo djetinjstvo i mladost. Kako je njegov otac imovinu podijelio između dvoje najstarijih sinova, Ali-paša, tada aga, rano odlazi od kuće, a vratio tek nakon očeve smrti. Nakon sukoba s braćom preuzeo je Stolačku kapetaniju 1813., a njegov polubrat Hadži-beg, upravljao je Hutovskom kapetanijom koja je osnovana 1803. godine.

## Hercegovački paša
Sultan Mahmud II. želio je modernizirati Osmansko Carstvo provođenjem reformi u lokalnoj upravi. Brana reformama bili su ajani, odnosno kapetani koji su na tim dužnostima ostvarivali prilike za vlastito bogaćenje. Kako bi sačuvali svoje privilegije, bosanski kapetani se sastaju u Tuzli 1831. i za svog vođu biraju Huseina-kapetana Gradaščevića. Hercegovački kapetani, pod vodstvom Ali-age Rizvanbegovića svrstavaju se na stranu sultana. Rizvanbegović je za svog pomoćnika imenovao gatačko, pivskog i drobljanskog muselima Smail-agu Čengića.
Ali-aga i Smail-aga organiziraju obranu Hercegovine protiv ajanskih pobunjenika, a u Stocu je pod zaštitom Ali-aga držao i valiju Namik-pašu. U vrijeme ofenzive sultanovih snaga na snage Huseina-kapetana, Ali-aga je u bitci kod Sarajeva odlučio njezin ishod i tako je novom veziru pomogao da uspostavi vlast Porte u Bosanskom vilajetu. Kao nagradu za lojalno držanje prema Porti i za ratne zasluge sultan je 1833. Ali-agi Rizvanbegoviću dodijelio počasni naslov paše. Porta odstupa od uobičajenog pravila i imenuje ga vezirom u njegovoj rodnoj Hercegovini, praveći izuzetak i presedan, ali i izraz poštovanja i značenja Ali-paše šta je učinio za Osmansko Carstvo. Istovremeno je izdvojio Hercegovački sandžak iz sastava Bosanskog ejaleta u upravnom pogledu i dao mu status mutesarifluka. Za zasluge koje je pokazao u borbi protiv Gradaščevića imenovan je 1833. godine hercegovačkim vezirom. Njegov pratitelj, Smail-aga Čengić, imenovan je kapiddžibašom (nadkomornikom).
Ali-paša Rizvanbegović se ubrzo od oslonca sultanove reformske vlasti pretvorio u potajnog poticatelja pobune i bio je u dosluhu sa sultanovim oponentom Mehmed-Alijem. Vladao je despotski, bio je častohlepan i nije trpio da mu se netko suprotstavlja. Svi su ga se bojali, onima poznatijim koji bi mu se na bilo kakav način suprotstavili sijekao bi glave i stavljao ih na kolce koji su stršili iz bedema njegovog dvora, do 1848. je bilo četrdeset i devet glava. Njegov glavni povjerenik Kvazibaša se često hvalio kako je ubio preko sedamsto ljudi i to dokazivo svojom okrutnošću.
Zaostajanje i slabljenje Osmanskog Carstva natjeralo ja sultana Abdul Medžida na reforme (tanzimat) kako bi uredio carstvo po uzoru na europske zemlje pa uvodi reforme u vojsku, poreze i gospodarstvo što pogoduje i oživljavanju tada gotovo mrtvog hercegovačkog gospodarstva. Jedan od najvećih saveznika Osmanskog Carstva postaje Austro-Ugarska čime dolazi do povećanja gospodarskih i trgovačkih veza što se odražava na Hercegovinu i Dalmaciju. Sultanovo ukidanje sustava timara je i u Hercegovini potaklo stanovništvo na obrađivanje zemlje i uvođenje novih kultura u poljoprivredu. Intenzivirana ja sadnja kukuruza, krumpira, duhana i uzgoj južnog voća, u stočarstvo su uvedene nove pasmine. Ali-paša je 1833. doveo stručnjake za uzgoj riže te je kasnije iz Hercegovine u Dalmaciju izvoženo oko 150 tovara (oko 20 tona) riže. Ali-paša je isušio polje oko Trebižata i dao ga naseliti. Osim izgradnje putova, Ali-paša je dozvolio izgradnju prve pilane kod izvora Bune 1845. Time je počela domaća i strana devastacija hercegovačkih šuma i krajolika. Po Hercegovini su se rasprostirale velike i visoke hrastove šume dok Ali-paša Rizvanbegović nije došao na ideju da ih unovči i proda u bescjenje dalmatinskim, francuskim i engleskim trgovcima koji su stostruko vratili uloženo. Hercegovina je ovime ostala potpuno devastirana, pretvorena u pustinju, kiše su odnijele zemlju i u brdima je ostao samo kamen in ništa drugo. Od ove ekološke katastrofe se Hercegovina i do danas nije u potpunosti opravila.
Osobno je Ali-paša posjedovao brojne maslinike i vinograde. Vješto koristio i vlastiti položaj za pribavljanje mita, odnosno "peškaša". Tako je primjerice od austrijskog trgovca Leona Klucka 1845. za koncesiju za sječu šume primio 2 500 forinta, dok su Kluckovi ukupni troškovi bili 3 500 forinta (71% troškova iznosio je mito za Ali-pašu).
Zahvaljući sultanovim reformama i savezništvu s Austro-Ugarskom dolazi do promjene politike prema kršćanima, posebice prema katolicima koji su prije bili u najgorem položaju. Od brojnih crkava i samostana iz predosmanskog vremena do Abdul Medžida nije bilo ni jedne crkve i samostana u Hercegovini. Sultan počinje izdavati prve dozvole za gradnju crkava i samostana na što Ali-paša naplaćuje veliki harač iako su sulatanovim fermanom bile oslobođenje poreza.

## Smrt
U ožujku 1851. uhićen je Ali-paša Rizvanbegovića po nalogu Omer-paše, koji je doznao daje Ali-paša na nekom tajnom sastanku u Sarajevu vodio glavnu riječ protiv Omer-paše i reformi. Ali-pašu je u veljači 1851. na Dobrinju kraj Banje Luke ubio stražar koji ga je sprovodio, ili se on sam ubio. Koliko je to bilo teško za turske pobunjenike, barbare u Hercegovini, toliko je prestanak tiranije bio hvaljen ne samo od kršćana, nego i od umjerenih muslimana. Sahranjen je kod Ferhadije džamije u Banjoj Luci, gdje je kasnije nad njegovim mezarom sagrađeno turbe. Turbe su porušili pripadnici VRS prilikom rušenja Ferhadija džamije, 1993. godine.  

## Vakuf
Ali-paša Rizvanbegović je bio veliki vakif. U Hercegovini je sagradio čitav niz sakralnih, kulturno-prosvjetnih, humano-socijalnih, gospodarstvenih i stambenih objekata.
U Mostaru je sagradio sljedeće: mesdžid na Luci i uz nju tekiju s knjižnicom i musafirhanom, Šejh Jujino turbe na Luci, veoma reprezentativnu zgradu konaka na Suhodolini, adaptirao zgradu koju je Šejh Jujo sagradio na Mejdanu za stanovanje šerijatskih sudija i zgradu hana zvanog Čardagija na Gornjoj čaršiji. Dalje je sagradio ili otkupio 31 kuću (jednu u Kotlevinoj, tri u Kamberaginoj, pet u Hadži Balinoj, šest u Ćejvan- begovoj i 19 u Ćurči Ahmedovoj mahali), pekarnu i uz nju tri kuće na spratu u Ćejvan-begovoj mahali i više dućana oko hana Ćardagije. U Stocu je sagradio sljedeće: džamiju s četvrtastom kamenom munarom u mahali Podgrad, kafanu sa sobom na spratu, hladnjak i više dućana u Velikoj čaršiji, pekarnu, tri dućana i magazu pod džamijom u mahali Podgrad, više stupa za valjanje sukna na Bregavi i nekoliko mlinica u stolačkom kadiluku. U mjestu Buni je sagradio sljedeće: džamiju s kamenom munarom, stan za imama, ljetnikovac s hladnjakom, dvore, četiri kuće i više stupa i mlinica na rijeci Buni. U Blagaju je sagradio nedaleko od vrela Bune mesdžid. U Širokom Brijegu je, na rijeci Luštici, sagradio nekoliko mlinica. U Trebižatu je sagradio kulu na dva kata od tvrdog tesanog vapnenca opasanu visokim bedemima. U Hrasnu i Opeši je sagradio kule od kamena. U Gornjem Blatu je sagradio hladnjak. Na Oglavku je sagradio banju i turbe nad mezarom šejha Abdurahmana Sirrije.
Ali-paša Rizvanbegović je dalje ostavio 10.500 groša i odredio da se ovaj novac daje u zajam uz 10% kamata godišnje i prihod troši u sljedeće: 300 groša godišnje imamima Sultan Selimove, Hadži Alijine i Šarića džamije u Stocu, svakom po 75 groša a ostatak za opravke spomenutih džamija. 750 groša godišnje za nakšibendijsku tekiju i za plate imamima i mujezinima 15 džamija u Foči. 1.000 groša za opravku Hadži Hasanove džamije u Nikšiću i dotrajalih džamija u Podgorici. 2.000 groša da se za ovaj iznos kupe nekretnine i prihod od njih troši za plate imama Hadži Hasanove džamije u Nikšiću i džamija u Podgorici.
Njegova su vakufska dobra u Blagaju srušene oko 1885. godine, u Mostaru 1981. godine, a od onih na Buni nalazi se još samo džamija i jedna mala zgrada, nekoliko metara lijevo od nje, koja i danas služi za stan imamu.

## Katolička crkva
Hercegovačkim je franjevcima silno je pomogao Ali-paša Rizvanbegović, u ono vrijeme apsolutni gospodar Hercegovine.  On je u pobuni bošnjačkih velikaša protiv carske vlasti (1831.) stao na stranu carske vojske i sultanovih reformi pa je za nagradu Hercegovina postala samostalan pašaluk, posve neovisan o Bosanskom pašaluku (1832.), što je evocirala spomen na stariju državnost Humske zemlje i de facto samostalne posjede Kosača u Hercegovini nakon povezivanja Travunje i Podrinja sa srednjovjekovnom Bosnom. Stoga je Ali-paši odgovarala i samostalna zajednica hercegovačkih franjevaca, neovisna o Bosni, pa je stoga franjevce »svojski podupirao i podpomagao«. Osim toga bio je prisan prijatelj s fra Nikolom Kordićem, koji je kod njega mogao uspješno zagovarati ideju o izgradnji samostana i crkve u Hercegovini te odcjepljenje hercegovačkih franjevaca od bosanskih.
Ali-paša također je bio prijatelj s fra Rafo Barišićem, osnivačem širokobriješkog samostana i crkve. Mjesto za samostan na Širokom Brijegu kupljeno je od privatnog vlasnika 1845., nakon što je Sv. Stolica odobrila njegov osnutak dekretom od 6. veljače 1844. Franjevci su se odlučili za golo i zapušteno mjesto, gdje potok Ugrovača utiče u Lišticu, nazvano Široki Brig. Na tom se mjestu nalazilo staro katoličko groblje. Zemljište su franjevci kupili od Ahmet-age Kurta iz Mostara za 145 zlatnih dukata. Gradnju je odobrio sultan Abdul-Medžid, hercegovački vezir Ali-paša Rizvanbegović i mostarski kadija. Biskup fra Rafo Barišić položio je temeljni kamen za samostan i crkvu 23. srpnja 1846.godine.
Iako je sam Ali-paša Rizvanbegović obećao da će raditi kod sultana oko dobivanja fermana za izgradnju samostana i crkve u Hercegovini, to nije išlo nimalo lako. Osobita je teškoća bila činjenica da na Širokom Brijegu nikada prije nije postojala ni crkva ni samostan. A osmanske vlasti nisu dopuštale izgradnju nikakvih novih crkava i samostana nego samo možebitno izgradnju tih objekata na mjestima gdje su nekoć postojali, ili pak obnovu već postojećih. Prema jednoj staroj legendi fratri su se poslužili varkom. Naime, fra Pile Ančić, arhitekt i vođa gradnje budućeg samostana na Širokom Brijegu, ode jednog dana u obližnje selo Ljubotiće, pozove desetak seljaka s konjima te ode u Šarića dubravu. Ondje su bile ruševine Šarića kule. Na konje su natovarili nekoliko velikih isklesanih kamenova te ih noću ukopali na Brijegu, ondje gdje su namjeravali graditi crkvu i samostan, te ih zatrpali zemljom. Kad je nakon dvije-tri godine došlo povjerenstvo da ustanovi je li se tu doista nekad nalazila crkva i samostan, pronašlo je navedene kamene blokove, pravilno raspoređene, te ustanovilo da su se ondje nekoć nalazili katolički crkveni objekti.
Godine 1847. Rizvanbegović fra Barišiću daruje svoje imanje na Vukodolu u Mostaru za potrebe izgradnje biskupskog dvora. Rizvanbegović je imanje kupio od Age Đikića te ga poklonio za potrebe crkve. Ovaj spomenik značajan je kao simbol začetka svih kasnijih aktivnosti Crkve, a osobito franjevaca na ovim područjima. U Biskupiji u Vukodolu radom je započela prva pučka škola, a zatim i prva tiskara Katoličkog poslanstva u Hercegovini (1872.), a iz nje su se čuli i zvuči prvog glasovira. Nažalost, nakon drugog svjetskog rata biskupija je nacionalizirana i prenamijenjena u stanove. Godine 2011. biskupija je uvrštena u popis Nacionalnih spomenika Bosne i Hercegovine. 
Upravo gradnja franjevačke biskupije u Mostaru bila je preduvijet za izgradnju crkve sv. Petra i Pavla u Mostaru. Fra Barišić uz pomoć Omer-Paše Latasa dobiva dozvolu za izgradnju crkve 1859. godine.

## Vanjske poveznice
- Ali-paša Rizvanbegovića: reformator Hercegovine i/ili izdajnik Bosne  Arhivirana inačica izvorne stranice od 31. listopada 2020. (Wayback Machine)

| Prethodnik:              | Stolački kapetan (1813. - 1833.) | Nasljednik: |
| Mustaj-beg Rizvanbegović | Stolački kapetan (1813. - 1833.) | —           |

| Prethodnik: | Hercegovački paša (1833. - 1851.) | Nasljednik: |
| —           | Hercegovački paša (1833. - 1851.) | —           |